# Big Creek Waterfall
Der Big Creek Waterfall ist ein Wasserfall im Mount-Aspiring-Nationalpark auf der Südinsel von Neuseeland. In zwei Stufen mit 26 m und 32 m fällt das Wasser des Big Creek, bevor es den Westarm des Matukituki River erreicht. Dieser mündet in den Lake Wānaka, der wiederum über den Clutha River/Mata-Au in den Südpazifik entwässert.
Wenige Minuten vom Wasserfall entfernt liegt der Raspberry Creek Car Park, von dem auch der Rob Roy Track zum Rob-Roy-Gletscher startet. Der Parkplatz ist über eine meist unbefestigte Straße vom 51,5 km entfernten Wanaka zu erreichen.